# 남연군비
남연군비(南延君碑)는 대한민국 충청남도 예산군 덕산면 상가리에 있는 조선시대 흥선대원군의 아버지인 남연군의 비이다. 1984년 5월 17일 충청남도의 문화재자료 제191호로 지정되었다.

## 개요
흥선대원군의 아버지인 남연군의 비이다.
남연군( ? ∼1822)은 조선 인조의 셋째 아들인 인평대군의 6대손 이병원의 아들로, 정조의 이복 동생인 은신군의 양자가 되어 남연군에 봉하여졌다. 죽은 뒤에는 충청도 예산의 덕산지역에 묻혔는데, 고종 5년(1868) 독일인 오페르트에 의해 도굴당하여 흥선대원군의 쇄국정책을 더욱 강화하게 된 계기가 되기도 하였다.
묘 앞에 자리하고 있는 비는 높직한 사각받침 위로 비몸을 세우고 지붕돌을 올린 모습으로, 비 앞면에는 ‘남연군충정’이라는 비의 명칭을 가로로 새겨 놓았다. 흥선대원군의 아들이 철종의 뒤를 이어 왕위에 올라 고종이 된 후 이 비를 세워 두었으며, 영의정 조두순이 비문을 지었다.

## 같이 보기
- 남연군

## 참고 문헌
- 남연군비 - 국가유산청 국가유산포털